# رابطة دول الجوار العربي
رابطة دول الجوار العربي هي رابطة مقترحة من قبل الأمين العام السابق للجامعة العربية عمرو موسى. هذه الرابطة من المقترح أن تشمل الدول العربية إضافة إلى إيران وتركيا وتشاد وبعض الدول الأفريقية.
وهو موضوع عليه خلاف كبير بين الكثير من السياسيين.